# Veronica incana
Veronica incana är en grobladsväxtart. Veronica incana ingår i släktet veronikor, och familjen grobladsväxter.

## Underarter
Arten delas in i följande underarter:
- V. i. hololeuca
- V. i. incana
- V. i. pallens

## Bildgalleri

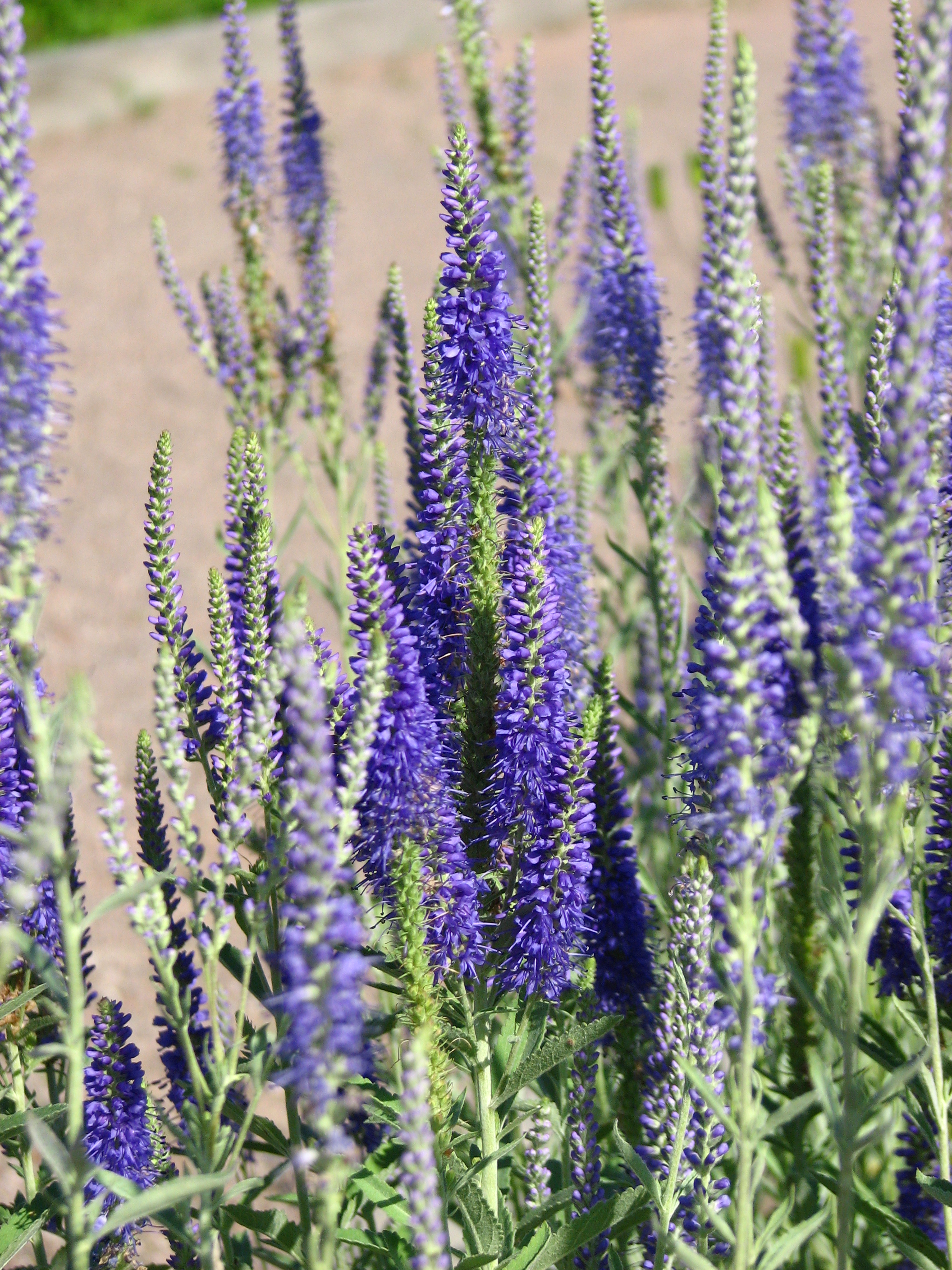
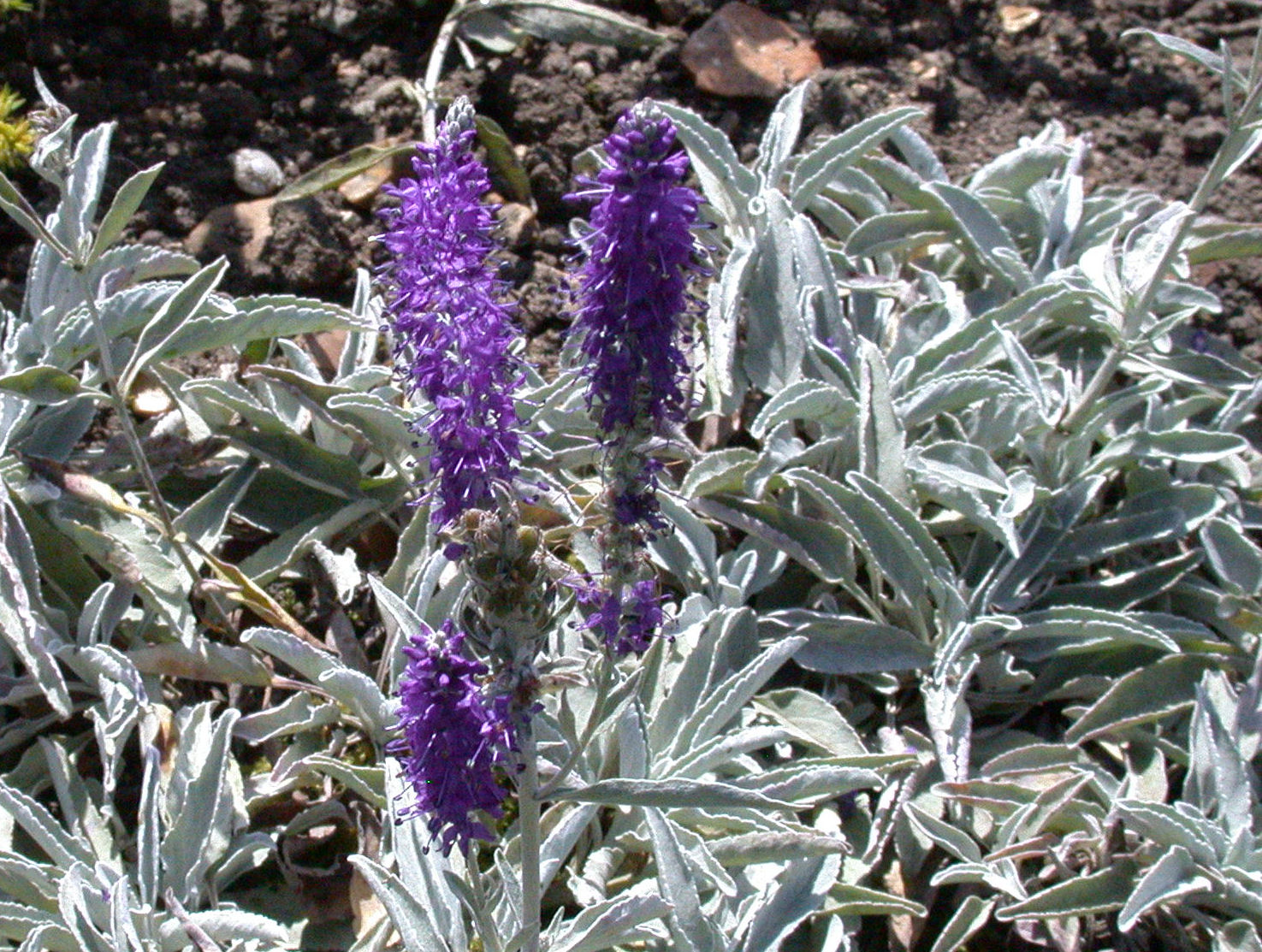
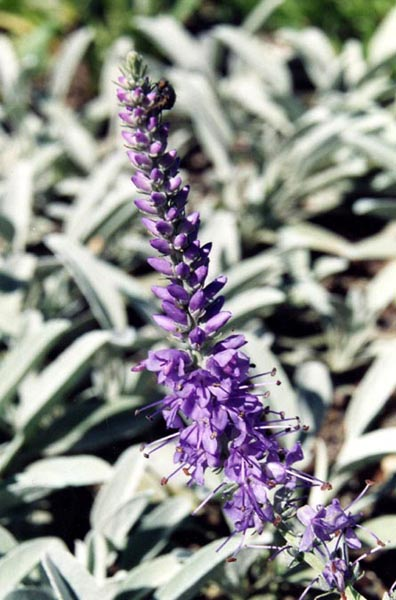
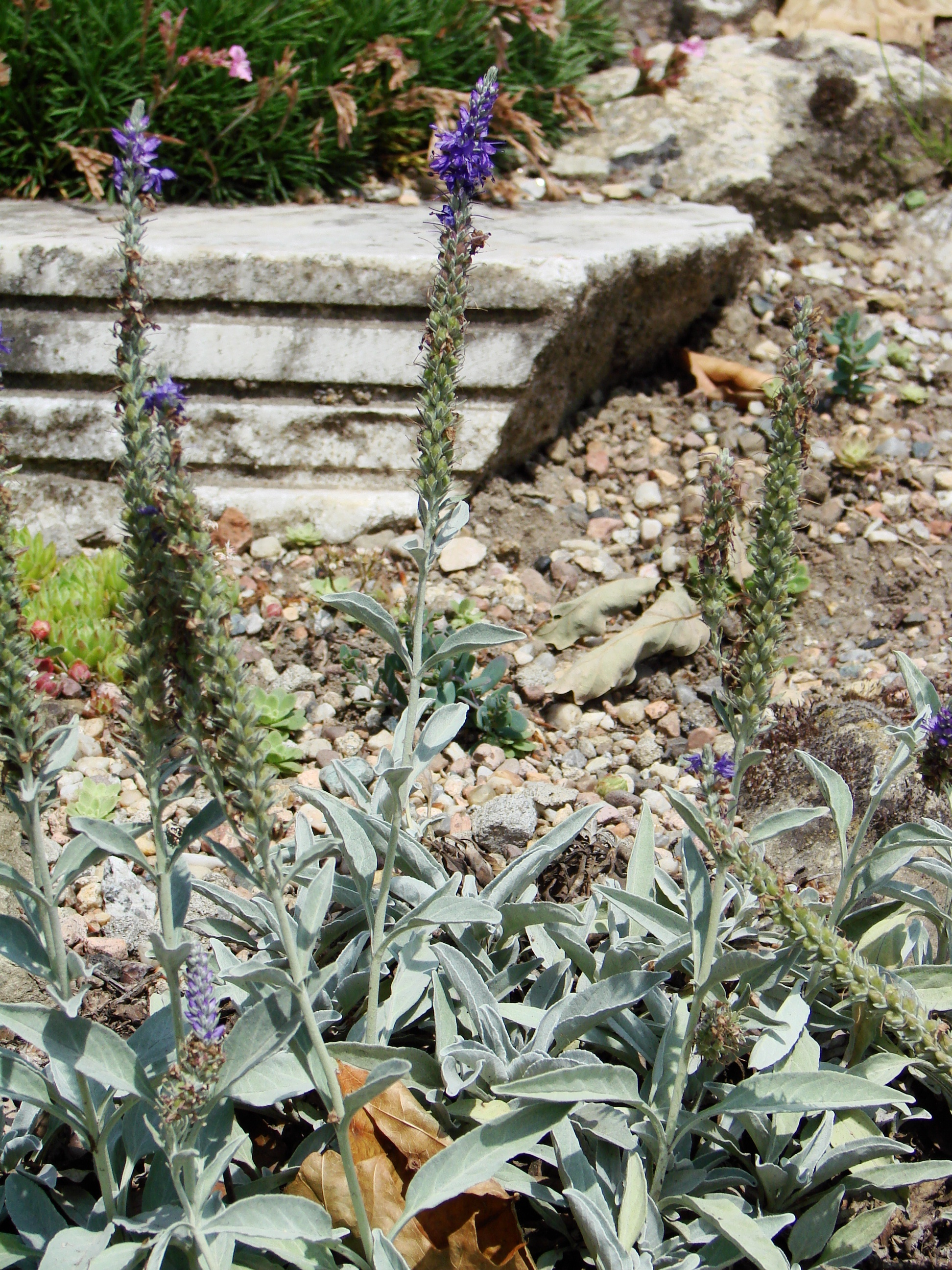
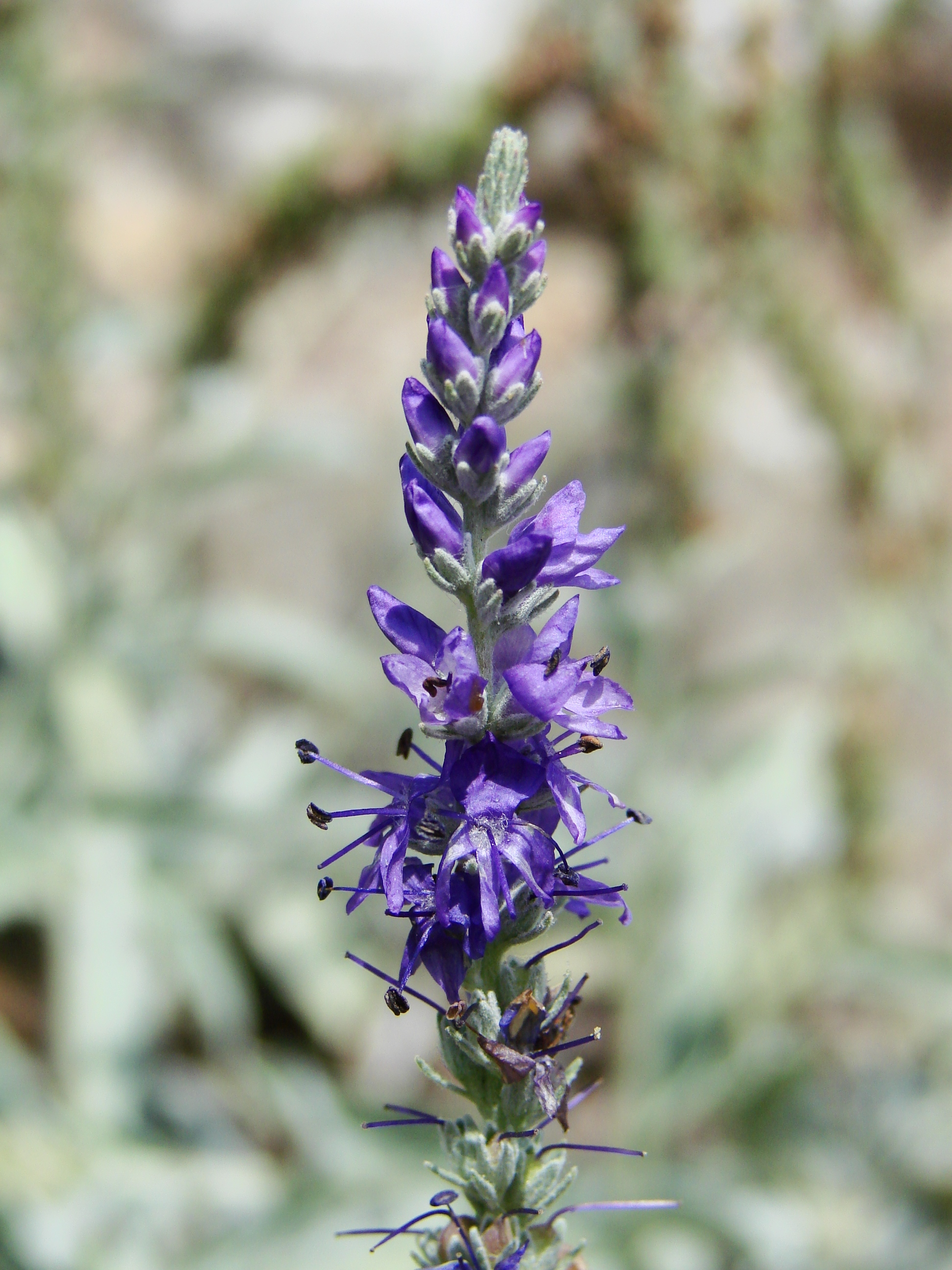